# Herbert Albrecht (Bildhauer)

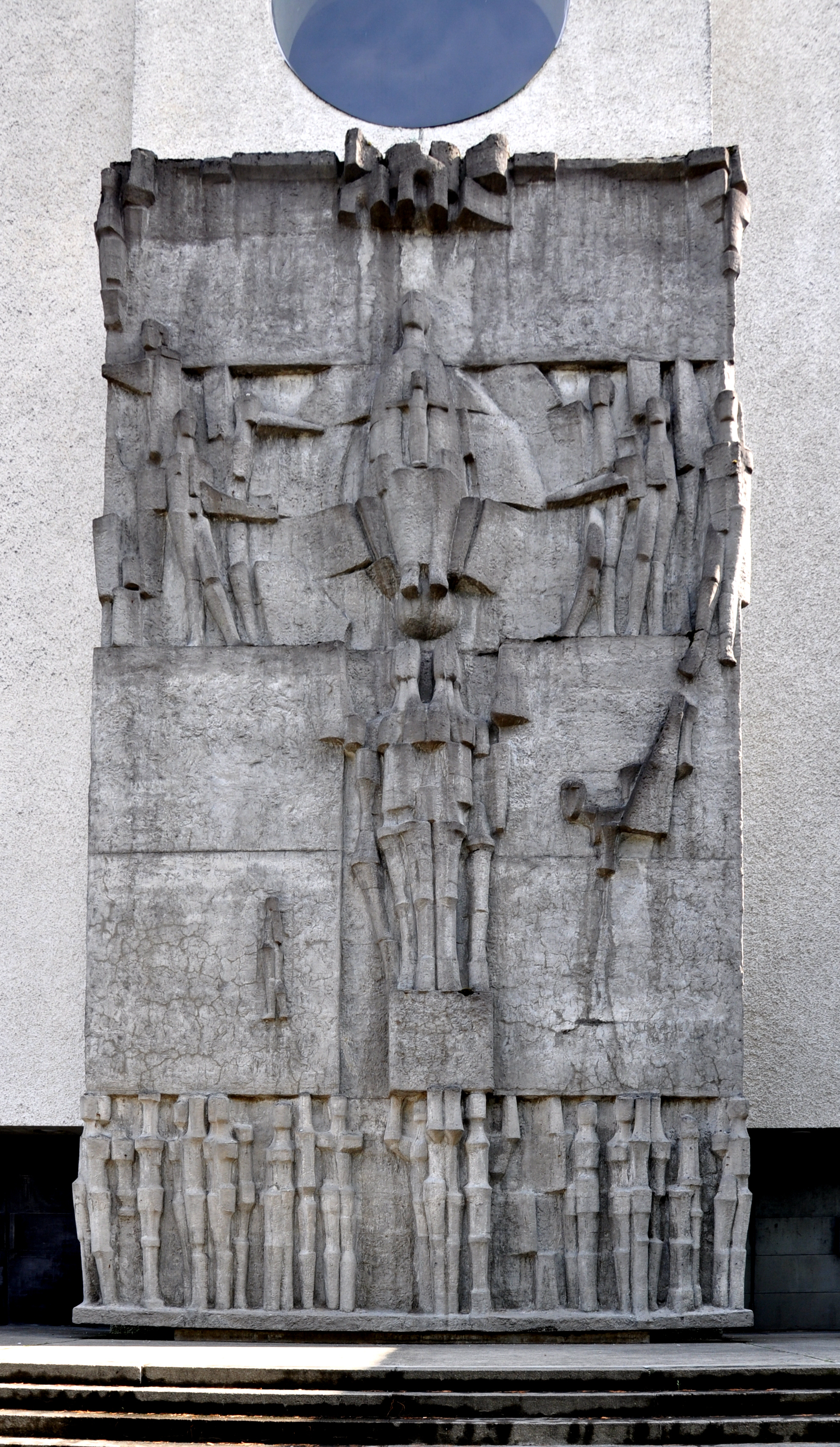
Portalplastik der Klosterkirche Mehrerau, 1962

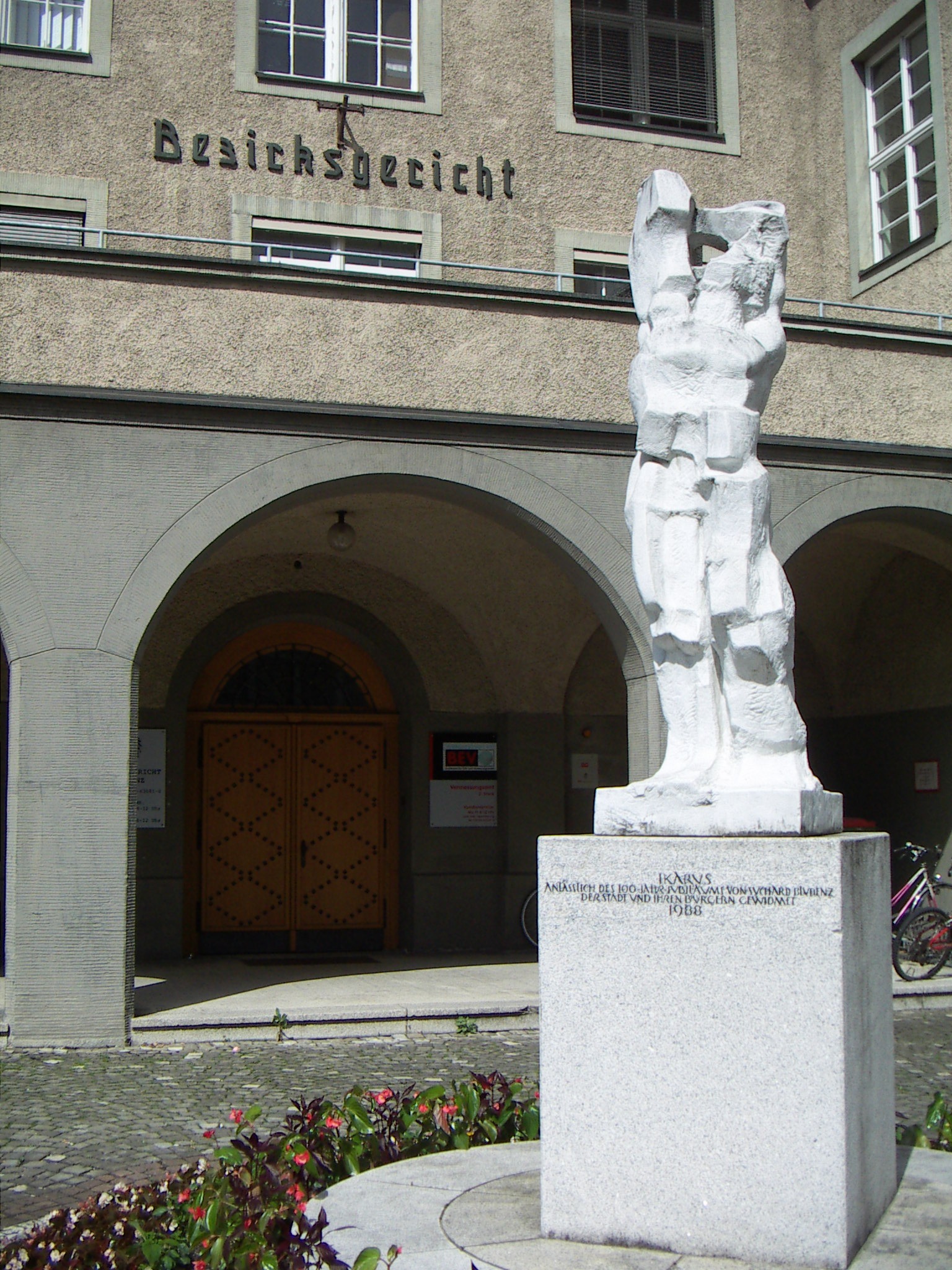
IKARUS 1987 in Bludenz

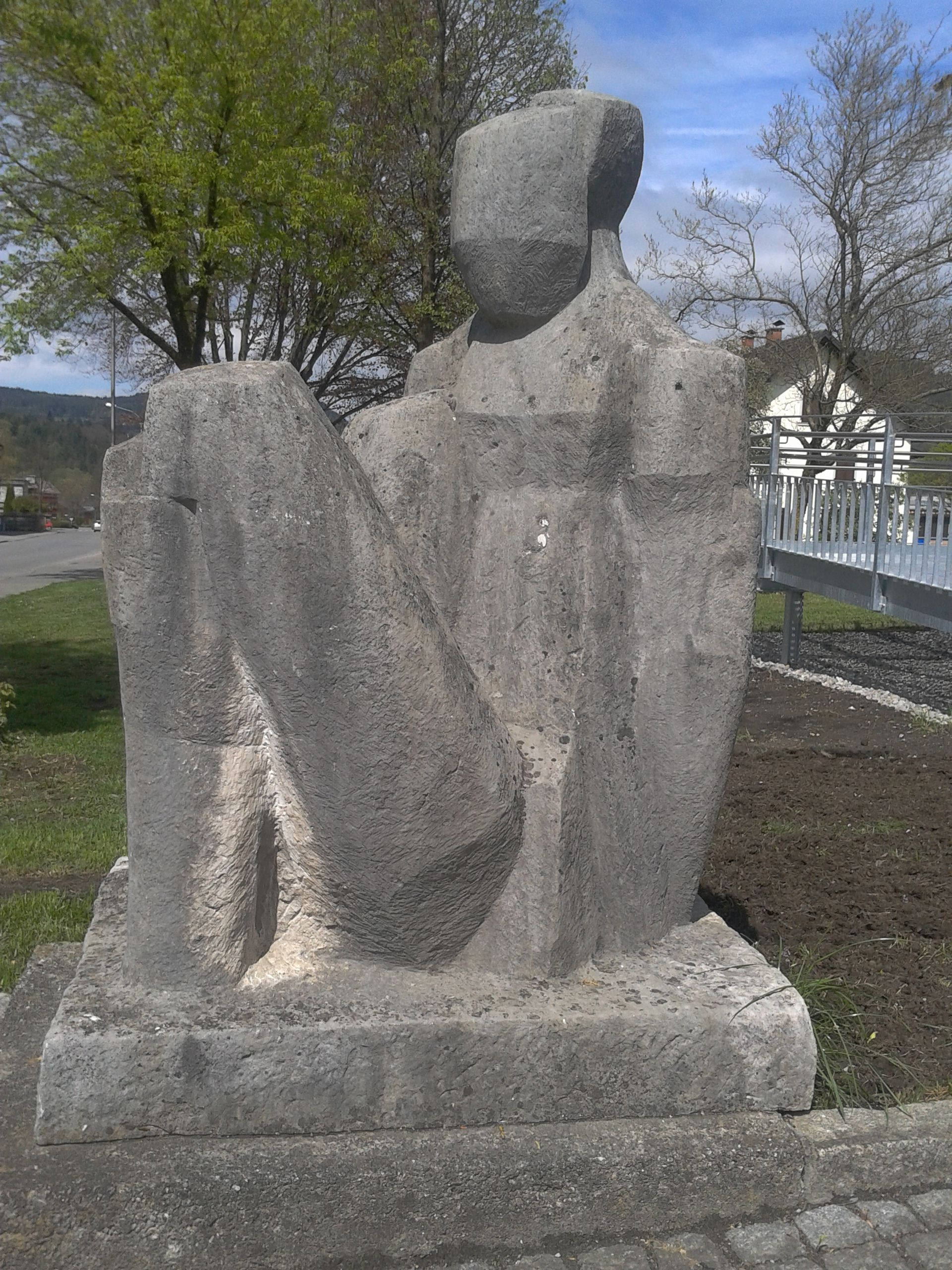
Skulptur von Albrecht Herbert vor dem Sozialzentrum in Frastanz (Vorarlberg)

Herbert Albrecht (* 7. Februar 1927 in Au im Bregenzerwald; † 9. Oktober 2021) war ein österreichischer Bildhauer. Er lebte und arbeitete in der Vorarlberger Marktgemeinde Wolfurt.

## Leben
Albrecht besuchte ab 1941 die Bildhauerklasse bei Hans Pontiller in der Kunstgewerbeschule Innsbruck, musste jedoch die Ausbildung kriegsbedingt unterbrechen und konnte erst 1946 abschließen. Er studierte ab 1949 Bildhauerei bei Franz Santifaller und Herbert Boeckl und von 1951 bis 1955 bei Fritz Wotruba in der Akademie der bildenden Künste Wien.
1993 bis 1997 hatte Albrecht eine Gastprofessur an der Technischen Universität Graz inne.

## Werke (Auswahl)
Schwerpunkt der Arbeiten von Albrecht war der menschliche Körper, insbesondere der Kopf bildete immer wieder ein zentrales Thema. Seine Plastiken wurden überwiegend in Stein oder Metall ausgeführt.
- 1962: Portalplastik Klosterkirche Mehrerau
- 1964: Altar der Pfarrkirche Feldkirch-Altenstadt
- 1997: Grabstein für Elias Canetti in Zürich
- 1999: Bregenzer Festspiele Bühnenbild zur Tanzproduktion Kathedral in der Klosterkirche Mehrerau

## Ausstellungen (Auswahl)
- 1966: Gallery Burgos, New York und Galerie de Eik, Antwerpen
- 1964: Bregenzer Martinsturm, erste Einzelausstellung gemeinsam mit Hubert Berchtold
- 1971: Ausstellung im Rahmen der „Bregenzerwälder Kulturtage“ in der Schule Egg
- 1972: Künstlerhaus Bregenz (Einzelausstellung, erstmals mit Bildhauerzeichnungen)
- 1979: Wanderausstellung Moderne Skulptur aus Österreich mit Stationen in ganz Europa
- 1986: Burg Lockenhaus Österreichische Bildhauer – Gelernt bei Wotruba
- 1988: Ausstellung im ORF Landesstudio Dornbirn
- 1990: Museum Vasarely, Aix-en-Provence
- 1992: Rupertinum Salzburg (Einzelausstellung)
- 1998: Vorarlberger Landesmuseum Köpfe[2]
- 1998: Künstlerhaus Wien Skulpturen (Retrospektive)
- 1998: ORF Landesstudio Dornbirn, Skulpturengarten
- 1999: Galerie Timm Gierig, Frankfurt am Main.
- 2002: Galleria Arte Moderna, Locarno.
- 2007: Künstlerhaus Bregenz: Albrecht und Zeitgenossen – Positionen österreichischer Bildhauerei seit 1945[3]
- 2014: Villa Falkenhorst, Thüringen.
- 2017: Atrium des vorarlberg museum, Bregenz, Vorarlberg: Herbert Albrecht. Stein und Bronze.
- 2017: Kunsthistorisches Museum, Wien, ab dem 19. September

## Auszeichnungen
- 1961: Hugo-von-Montfort-Preis
- 1967: Theodor-Körner-Preis
- 1986: Silbernes Ehrenzeichen des Landes Vorarlberg
- 1987: Internationaler Kunstpreis des Landes Vorarlberg